# Decaborano
El decaborano, también llamado decaborano (14) , es el complejo de borano con la fórmula química B10H14. Este compuesto cristalino blanco es uno de los principales grupos de hidruro de boro, tanto como estructura de referencia y como un precursor para otros hidruros de boro.

## Propiedades y estructura
El decaborano posee un fuerte olor característico, a veces descrito como a humedad o intensamente amargo, similar al chocolate que es única en los boranos. Las características físicas de decaborano (14) se asemejan a las de los compuestos orgánicos, tales como naftaleno y antraceno, en que se puede sublimar bajo vacío a temperaturas moderadas. sublimación es el método común de purificación. Al igual que los compuestos orgánicos, el decaborano es altamente inflamable, y, al igual que otros hidruros de boro, arde con una llama verde brillante. No es sensible a la humedad del aire, aunque se hidroliza en agua hirviendo, con liberación de hidrógeno y dando una solución de ácido bórico. Es soluble en agua fría, así como una variedad de disolventes no polares o moderadamente polares.
En decaborano, el B 10 se asemeja a un marco incompleto octadecahedron. Cada boro tiene una "radial" hidruro, y cuatro átomos de boro cerca de la parte abierta de los hidruros de racimo característica adicional. En el lenguaje de la química de grupo, la estructura se clasifica como "nido".

## Síntesis y reacciones
Comúnmente se sintetiza a través de la pirólisis de hidruro de boro más pequeños racimos . Por ejemplo, al calentar B2H6 o B5H9 se obtiene decaborano, con la pérdida de H2.
Reacciona con bases de Lewis (L) tal como CH3CN y Me2S, para formar derivados con la fórmulaB10H12·2L.
B10H14  +  2 L  →  B10H12L2 +  H2
Estas especies, que se clasifican como "Arachno" clusters, a su vez reaccionar con acetileno para dar el "closo" orto- carborano:
B10H12·2L  +  C2H2  →  C2B10H12  +  2 L  +  H2
Es un ácido débil de Brønsted-Lowry. La monodeprotonation genera el anión [B10 H13 ] - , con una estructura de nido de también.

## Aplicaciones
El decaborano no tiene aplicaciones importantes, aunque a menudo ha sido estudiado. Puesto que la molécula se descompone con un plasma, produciendo iones monoatómicos de boro, la baja energía de implantación de iones de boro es útil en la fabricación de semiconductores. También se ha considerado el plasma con ayuda de Deposición química de vapor para la fabricación de películas delgadas de boro. En la investigación de fusión, la natural absorción de neutrones por el boro ha llevado a la utilización de estos finas películas ricas en boro en las paredes del recipiente de vacío del tokamak para reducir el reciclado de partículas e impurezas en el plasma y mejorar el rendimiento general. Además sería potencialmente útil como un combustible para la fusión aneutrónica. y 
El decaborano también fue desarrollado como un aditivo de alto rendimiento para combustibles especiales de cohetes. Sus derivados se investigaron también, por ejemplo el etilo decaborano. Una composición de combustible patentado incluye el copolímero de vinilo-decaborano y poliéster. El vinilo-decaborano ("dekene") se prepara haciendo reaccionar decaborano con acetileno.

## Seguridad
El decaborano, como el pentaborano, es una potente toxina que afecta al sistema nervioso central, aunque decaborano es menos tóxico que pentaborano. Puede ser absorbido por la piel. 
Forma una mezcla explosiva con el tetracloruro de carbono, lo que provocó una explosión a menudo citado en una planta de producción en Malta, Nueva York en 1948, cuando CCl4 se utilizó para limpiar el equipo.